# كهف ليبا
كهف ليبا (بالصربية: Липска пећина)‏ هو كهف كارست يقع بالقرب من ستنيي في الجبل الأسود.  يبلغ طوله 2.5 كيلومتر (1.6 ميل) من الممرات والقاعات، مما يجعلها واحدة من أكبر الكهوف في الجبل الأسود. وهو أول كهف في الجبل الأسود تم افتتاحه للسياح، بعد انتهاء عملية تثمين الكهف المتوقعة بفضل مساعدة بلدية ستنيي وشركة كهف ليبا.

## روابط خارجية
- خطة إدارة مع صور لكهف ليبسكا المحمي